# Sverepec
Sverepec je naseljeno mjesto u okrugu Považská Bystrica u Trenčínskom kraju u Slovačkoj.

## Stanovništvo
| Godina:     | 1993. | 2003.   | 2013.    | 2023.    |
| ----------- | ----- | ------- | -------- | -------- |
| Broj ljudi: | 1051  | 1086    | 1210     | 1376     |
| Razlika:    |       | +3,33 % | +11,41 % | +13,71 % |

| Godina:     | 2022. | 2023.   |
| ----------- | ----- | ------- |
| Broj ljudi: | 1371  | 1376    |
| Razlika:    |       | +0,36 % |

Prema podatcima o broju stanovnika iz 2023. godine naselje je imalo 1376 stanovnika.

## Vanjske poveznice
|  | Zajednički poslužitelj ima još gradiva o temi Sverepec |

- Službena stranica naselja (sl.)